# التنين الأحمر (رواية)
التنين الاحمر هي رواية للكاتب الأمريكي توماس هاريس نشرت لأول مرة في عام 1981. تبدأ الرواية بالتعريف بويل جراهام وهو ضابط متقاعد من مكتب التحقيقات الفيدرالي الذي يعود ويحاول إلقاء القبض على القاتل المتسلسل الغامض الملقب «بجنية الأسنان» والذي يرتكب جرائم قتل عائلية. ثم قدمت الرواية شخصية هانيبال ليكتر الطبيب النفسي العبقري والقاتل المتسلسل الآكل للحوم البشر والذي يصر على غراهام مرارا وتكرارا بأن يأتي للحصول على مشورة بالرغم من أن له ماضٍ مظلم معه ويشير عنوان رواية التنين الأحمر إلى لوحة ويليام بليك «التنين الأحمر العظيم والمرأة المتلبسة بالشمس».
تم تحويل واية التنين الأحمر إلى فيلم بعنوان Manhunter في عام 1986  ولعب فيه براين كوكس شخصية ليكتر. وكان الفيلم من إخراج مايكل مان، وتلقى الفيلم اراءاً متباينة حيث ظهر بمعدلات سيئة في شباك التذاكر. ثم حولت رواية صمت الحملان وهي الجزء الثاني من رواية التنين الأحمر لفيلم ناجح جدا في عام 1991 حيث حظيت رواية  التنين الأحمر بجمهور جديد. ونشر الجزء الثالث من الرواية بمسمى هانيبال في عام 1999 وحولت لفيلم في عام 2001 . لعب  أنتوني هوبكنز دورهانيبال في كلا الفيلمين وفاز بجائزة الأوسكار لأفضل ممثل لهذا الدور في عام 1991. ونظرًا لنجاح الفيلمين الثاني والثالث، تم إعادة إنتاج رواية التنين الأحمر كفيلم من إخراج بريت راتنر في عام 2002، "وحمل الفيلم في هذه المرة عنوان الرواية الأصلية ولعب  هوبكنز دور ليكتر مجدداً وكان هذا الاقتباس الأكثر نجاحًا من الناحية المالية والنقدية. وارتكز مسلسل شبكة NBC، هانيبال، على عناصر من الرواية وتأثر بها حيث اقتبس نصف الجزء الثاني والجزء الثالث من الرواية.

## أحداث الرواية
تبدأ أحداث الرواية في عام 1975 بعد أن قام ضابط المباحث الفيدرالية العبقري، ويل غراهام، بإلقاء القبض على القاتل المتسلسل هانيبال ليكتر.  ومع ذلك أصيب غراهام بإصابات خطيرة من هذه المواجهة مما استدعى الأمر إلى تقاعده، وبعد ثلاث سنوات من تقاعد غراهام ظهر قاتل متسلسل يلقب «بجنية الأسنان» والذي على ما يبدو أنه يترصد ويقتل العوائل باختيارهم عشوائيا  حين كل تعاقب للقمر المكتمل.  وكانت عائلة جايكوبي التي تعيش في برمنغهام في ألاباما من أول الضحايا، ويليها مقتل عائلة ليدز التي تعيش في أتلانتا في جورجيا.
بعد يومين جريمة قتل عائلة ليدز، ذهب العميل جاك كرافورد، معلم جراهام، إلى مدينة ماراثون في فلوريدا حيث يقيم جراهام، والتمس منه يد العون فوافق جراهام بعد تردد. وبعد أن ألقى جراهام نظرة سريعة على مسرح الجريمة، أدرك أنه يتوجب عليه رؤية ليكتر وطلب مساعدته للقبض على «جنية الأسنان»
وقد تم الكشف عن شخصية جنية الأسنان للقراء، لكي يكون إنتاجا رئيسا لشركة سانت لويس لتصنيع الأفلام. ويعرف جنية الأسنان بفرانسيس دولارهايد، وهو شخص مضطرب ومهووس بلوحة «التنين الأحمر العظيم والمرأة المتلبسة بالشمس» للرسام ويليام بلايك (والتي أخطأ الكاتب بتعريفها وذكرها تحت مسمى التنين الأحمر العظيم والمرأة المتلبسة مع الشمس). لا يستطيع دولارهايد  ن يتحكم بالعنف  أو برغباته الجنسية ومعتقداته التي تجعله يقتل الناس أو تغيّرهم كما يدعي، والتي تسمح له بشكل كاملٍ أن يصبح شخصيةً أخرى والتي أطلق عليها اسم التنين الأحمر، تيمناً بالشخصية الرئيسية في لوحة بلايك. وتكشف مشاهد الماضي من القصة أن السبب في تولد اعتلاله النفسي هو المعاملة السيئة التي عاناها وهو طفل من جدته السادية والعائلةُ المتبينة له.
بينما كان جراهام يحقق بالقضية قام  فريدي ليندس بتعقبه وهو مراسل دنيء لأحد الصحف الصفراء. وفي تلك الأثناء يكتشف السجان الرئيسي لليكتر فريدريك شيلتون أمر رسالاته السرية التي أعطى فيها ليكتر عنوان جراهام لدولارهايد. وبالنسبة لزوجة جراهام «مولي» وابنه المتبنى فقد تم إجلائهم. وحاول جراهام ان يقطع الاتصال السري دون معرفة ليكتر، ولكن بدلًا من ذلك فقد جذب انتباه ليندس.
أدرك ليندس تلك المراسلات وحاول أن يخدع جراهام ليكشف له تفاصيل التحقيق عن طريق تظاهره بأنه التنين الأحمر. ولكن جراهام أكتشف أمره.  ثم قام جراهام بإجراء مقابلة مع ليندس آملًا أن يغوي بها التنين الأحمر للمصيدة، حيث تعمد أن يسيء وصف القاتل فيها بانه عاجز وشاذ جنسياً، مما أدى إلى إغضاب دولارهايد، والذي قام بدوره باختطاف ليندس وإجباره على التراجع عن مزاعمه وقام بتوجيه ضربات نحو شفتيه وأحرقه بالنار تاركًا جسده المشوه أمام مكتب الصحيفة التي يعمل بها. وتم نقل ليندس للمستشفى، ولكنه توفي بعد ذلك بفترة قصيرة إثر إصاباته.
وفي الوقت ذاته يقع دولارهايد بحب زميلته العمياء في العمل ريبيكا مكغلاين، إلا أن هذا الأمر يتعارض مع دوافعه للقتل. وفي بداية علاقته مع ريبيكا حاول دولاهايد أن يقاوم تلبس التنين له فذهب لمتحف بروكلين واعتدى  على حارس الأمن وأفقده وعيه، وقام بأكل لوحة بلايك الأصلية والملونة بالألوان المائية.
أدرك غراهام أن القاتل كان يعرف تصميم منازل ضحاياه عن طريق أفلامهم المنزلية، والتي تم تطويرها في نفس مختبر صناعة الأفلام. وتسمح وظيفة دولارهايد له  بالوصول لجميع الأفلام التي تمر عبر الشركة. وأدرك دولارهايد بعد رؤية غراهام يحقق مع رئيسه أنهم أوشكوا على القبض عليه، فذهب لرؤية ريبيكا للمرة الأخيرة، فوجدها مع حبيبها السابق ريلاف ماندي الذي انفصلت عنه مسبقًا لكي تكون مع دولارهايد. وكانت تقبله قبلة وداعٍ أخيرة تلبيةً لطلبه، فتملكت الغيرة دولارهايد فقد قام بقتل ماندي واختطف ريبيكا وأخذها لمنزله وأشعل فيه النار وأخبرها انه ينوي قتلها ثم سيقوم بقتل نفسه، ولكنه يجد نفسه عاجزًا عن إطلاق النار عليها.  وبعد إطلاق النار وسماع صوت ارتطام جسم يسقط على الأرض، تمكنت ريبيكا من الهروب قبل أن ينفجر المنزل بلحظات. لاحقا  قام جراهام بطمئنة ريبيكا، وأخبرها أن لا خطب بها وأن  ذلك اللطف والعطف الذي أظهرته لدولارهايد على الأرجح تسبب بإنقاذ العديد من الأرواح.
وعادت عائلة جراهام لمنزلهم في فلوريدا بعد التأكد من وفاة دولارهايد. لاحقا  ظهر دولارهايد من جديد في منزل جراهام وبعد قتال عنيف طعن جراهام في وجهه وترك في وجهه ندوبًا دائمة قبل أن تطلق عليه مولي الرصاص. وخلال فترة تعافي غراهام، شرح كرافورد ما حدث وتبين أن الرجل الميت في منزل دولارهايد كان موظفًا في محطة البنزين وأنه قد خاض شجارًا معه، وقام بأخذ جثته لمنزله لكي يزيف موته واستعمل ريبيكا كشاهد. فتح كراوفورد رسالة ليكتر إلى جراهام والتي تمنى فيها لجراهام التوفيق ويأمل ألا يكون التشوه شديدًا جدًا فقام كرافورد بتمزيقها وحرقها.
خلال فترة تعافيه، تذكر غراهام ذكرياته لزيارة قام بها إلى منطقة شياوه، وهي المنطقة التي وقعت فيها حرب أمريكا الأهلية، وكانت تلك الزيارة قبل وقت قصير من اعتقاله (لغاريت هوبز) وهو قاتل متسلسل كان يحقق بقضيته قبل أن يبدأ تحقيقه في قضية هانيبال ليكتر.

## الشخصيات
- ويل جراهام
- فرانسيس دولارهايد
- جاك كراوفورد
- هانيبال ليكتر
- فريدي لندز
- ريبا مكلاين
- رالف ماندي
- مولي غراهام
- ويلي غراهام

## كتابة الرواية
تعد رواية «التنين الأحمر» الرواية الثانية لهاريس بعد رواية الأحد الأسود والتي نشرت في أواخر السبعينات، في كوانتيكو، في فيرجينيا،  وكجزءٍ من بحثه عن الكتاب حضر هاريس دورات وتحدث إلى الوكلاء في وحدة العلوم السلوكية للمباحث الفيدرالية وأخذ معلومات عن القتلة المتسلسلين وسمات الجناة ودور المباحث الفيدرالية في التحقيق عن القتلة المتسلسلين. وبعد أن أصيب والده بمرضٍ عضال مكث هاريس في منزله الذي يشبه البندقية لمدة 18 شهرًا، بينما كان يعمل على الكتاب. وساعده المشهد الريفي في تصور كلًا من شخصية هانيبال ليكتر والمنزل الذي قتلت فيه عائلة  ليدز، وبعد أن انتهى من كتابه، قام بإهدائه لوالده.

## قبول الكتاب
أعطى توماس فليمينغ مراجعات عامة  إيجابية عن الكتاب لصحيفة نيويورك تايمز، وقارن تطور القصة بالتسارع التدريجي السيارة بمحركات  قوية، ولكن التفسير لسلوك دولارهايد والصدمة التي عاناها في حياته لم يعجبه ووصفه «بالميكانيكي». وقال جيمس إلروي عن  رواية التنين الأحمر بأنها «أنقى وأفضل كتاب إثارة قد قرأه من قبل» وذكر ان لديها تأثير على روايته «القاتل على الطريق».

## الإصدارات
تم إطلاق الفيلم الأول في عام 1986 بعنوان Manhunter، والذي كان من كتابة وإخراج مايكل مان. وقد ركز الفيلم على محقق المباحث الفيدرالية ويل جراهام، وقام الممثل ويليام بيترسن بلعب الدور، ولعب الممثل براين كوكس دور ليكتر.
●  في عام 1996، أنتج مسرح ديفيانت في شيكاغو نسخة كاملة من الرواية في مسرح فايرهاوس وكان كريستوفر جونسون هو المدير الفني للشركة، وهو من قام باقتباس القصة وإخراجها. تم إدراج المنتج في قائمة الأفلام المنزلية كما هو مذكو في الرواية، تضمن الفيلم إعادة تمثيل لبعض المشاهد العنيفة. وجسدت شخصية دولارهايد الأخرى (التنين الأحمر) بزي مزخرف يرتديه ممثل آخر، والذي يتسبب بإغواء القاتل لمواصلة عنفه.
● أخرج بريت راتنر الفيلم الثاني والذي كتبه تيد تالي (كاتب سيناريو فيلم صمت الحملان)، ولعب إدوارد نورتون دور البطولة بشخصية جراهام، وقام أنتوني هوبكنز بلعب دور ليتكر.
●أثرت بعض عناصر الرواية على اقتباس المسلسل التلفزيوني «هانيبال» الذي عرض على قناة NBC والذي تم بثه لأول مرة في عام 2013.  ويقوم بلعب دور جراهام الممثل هيو دانسي، ولعب الممثل مادس ميكلسن دور هانيبال ليكتر. تبدأ السلسلة من رواية التنين الأحمر حيث استبقت أحداث الرواية، في سنة 2010 . وعرض حدث  مقابلة جراهام وليكتر بشكل مبكر حيث  لايزال غراهام في منصبة مع المباحث الفيدرالية، وتبدأ الأحداث بعد إطلاقه المميت للنار على جاريت جاكوب هوبز. تم اقتباس أحداث الرواية نفسها للجزء الثاني من الموسم الثالث للمسلسل، ولعب دور فرانسيس دولارهايد الممثل ريتشارد أرميتاج، ولعبت الممثلة وروتينا ويسلي دور ريبا ماكلين.